# Linaria algarviana
Linaria algarviana är en grobladsväxtart som beskrevs av Chav.. Linaria algarviana ingår i släktet sporrar, och familjen grobladsväxter. Inga underarter finns listade i Catalogue of Life.

## Bildgalleri

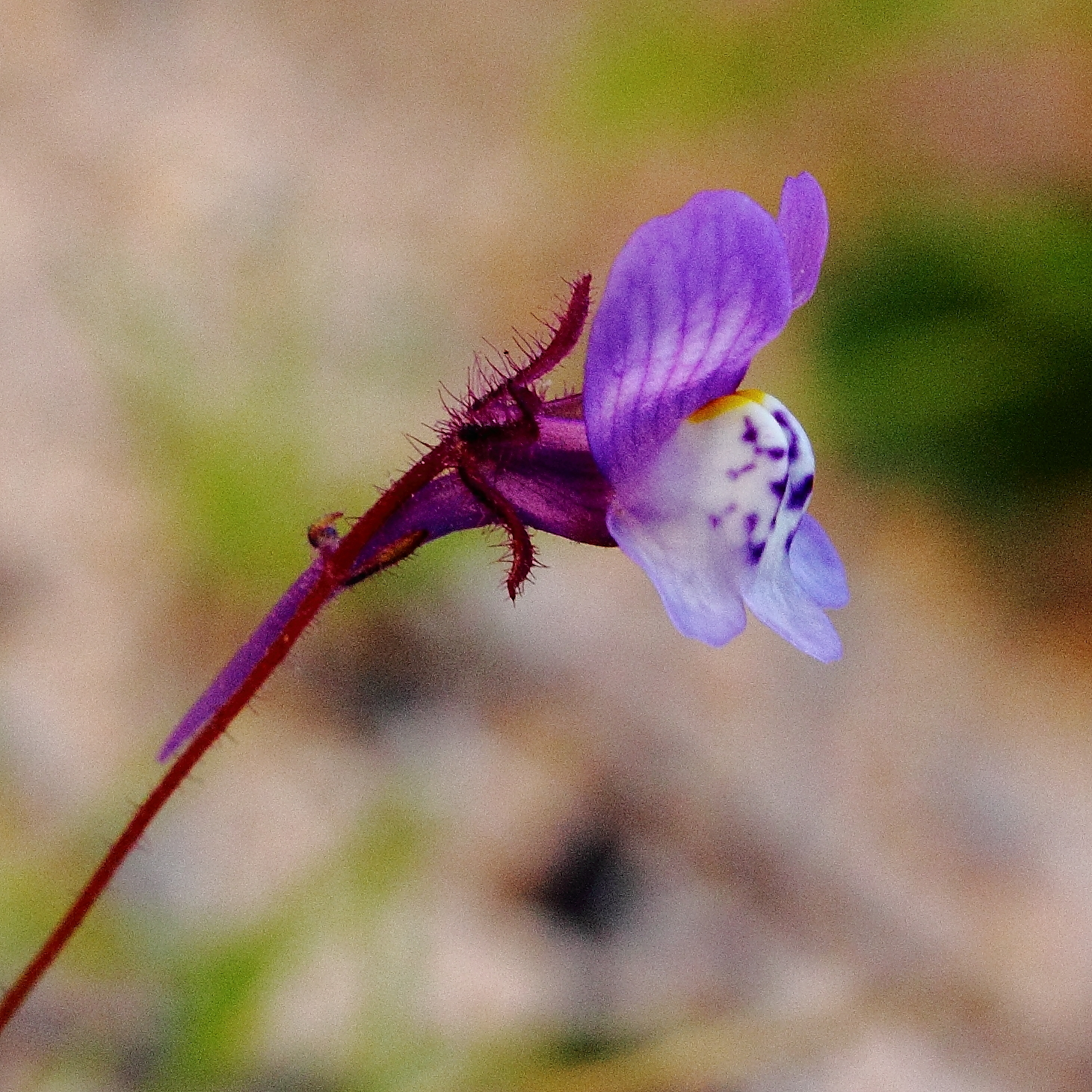
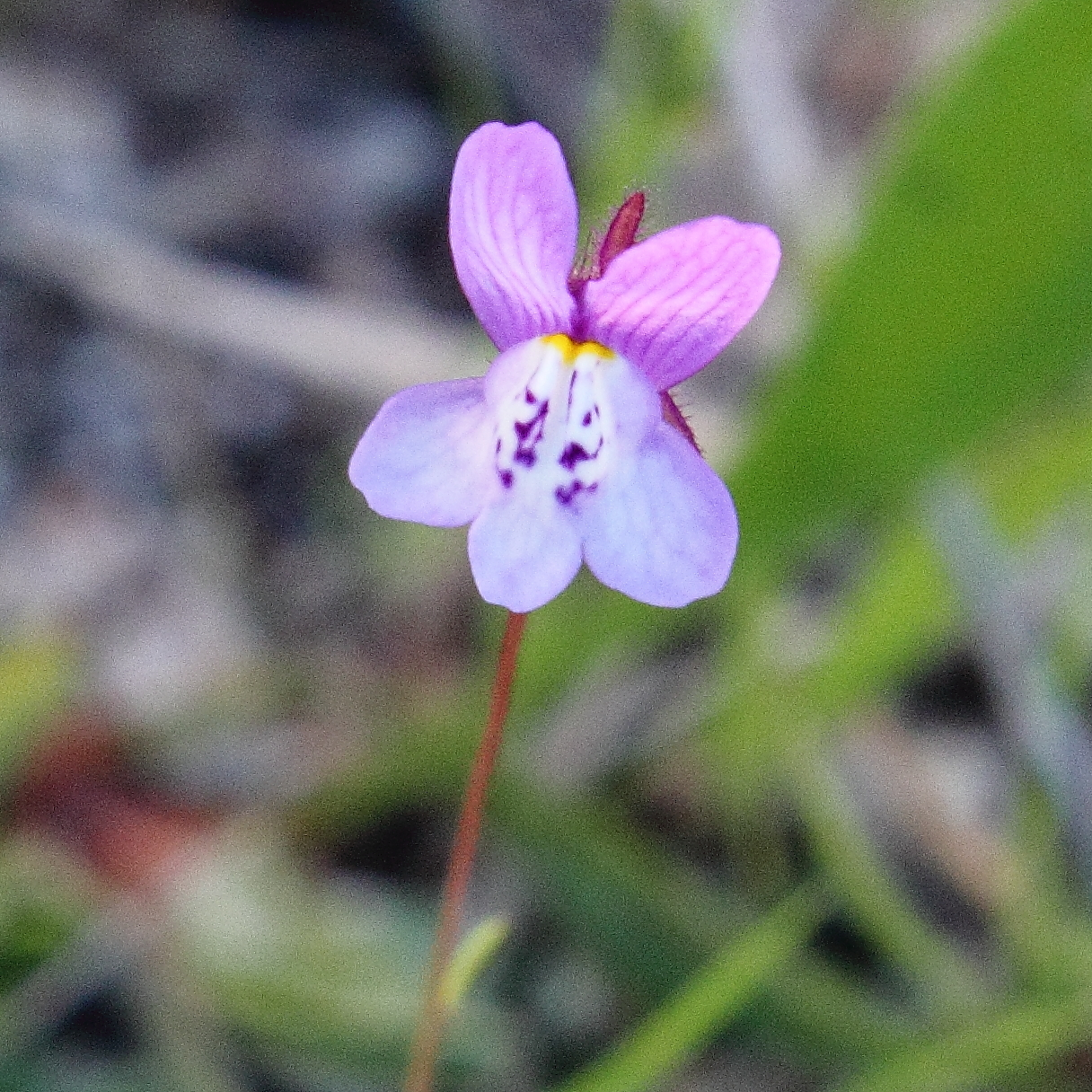